# Trump (Familie)

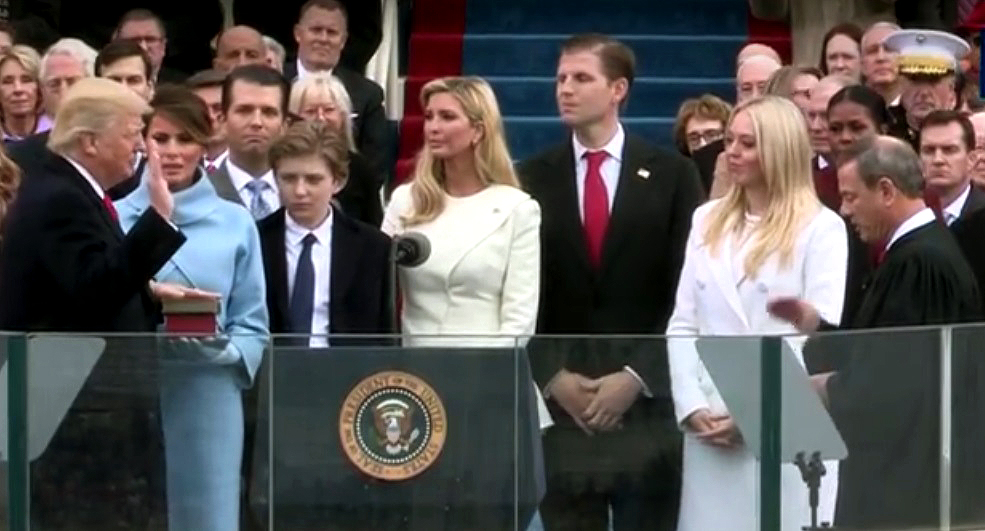
Die Trump-Familie bei der Amtseinführung 2017: von links nach rechts Donald, Melania, Donald Jr., Barron, Ivanka, Eric und Tiffany Trump.

Die Familie Trump ist eine US-amerikanische Familie, die in den Bereichen Immobilien, Medien/Unterhaltungsindustrie, Wirtschaft und Politik tätig ist. Ihr bekanntestes Mitglied ist Donald Trump, der von 2017 bis 2021 Präsident der Vereinigten Staaten war und es seit 2025 erneut ist. Er bildet mit seiner Frau Melania Trump und seinem Sohn Barron Trump für die Dauer seiner Präsidentschaft die First Family. Donald Trump hat fünf Kinder von drei Ehefrauen.
Trumps Großeltern väterlicherseits, Frederick Trump und Elizabeth Christ Trump, waren aus Deutschland in die Vereinigten Staaten eingewandert. Donald Trumps Mutter, Mary Anne MacLeod, stammte von der Hebrideninsel Lewis vor der Westküste Schottlands.

## Abstammung

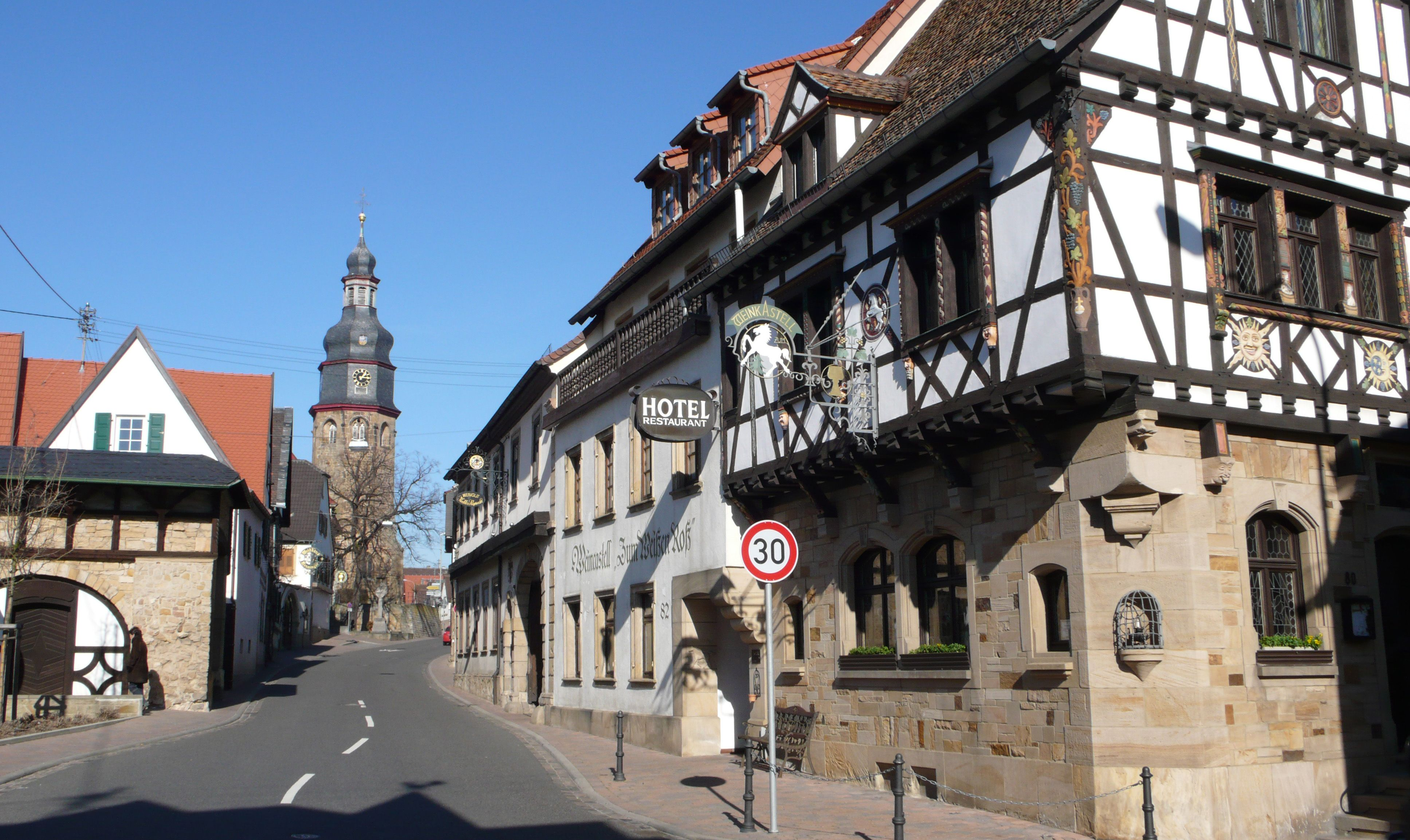
Kallstadt in der Pfalz

Nach Angaben der Biografin Gwenda Blair stammt die Familie von dem Juristen Hanns Drumpf ab, der sich 1608 in Kallstadt, einem Dorf in der Pfalz, niederließ und dessen Nachkommen ihren Namen während des Dreißigjährigen Krieges (1618–1648) von Drumpf in Trump änderten. Der Nachname Trump ist in Kallstadt seit dem 19. Jahrhundert belegt. Die Journalistin Kate Connolly, die Kallstadt besuchte, fand in den Archiven des Dorfes mehrere Varianten der Schreibweise des Nachnamens, darunter Drumb, Tromb, Tromp, Trum, Trumpff und Dromb.
Johannes Trump, der 1789 in dem nahegelegenen Dorf Bobenheim am Berg geboren wurde, hatte sich in den frühen 1830er Jahren als Winzer in Kallstadt niedergelassen, wo 1869 sein Enkel Friedrich (Frederick) Trump, der Großvater von Donald Trump, geboren wurde. Mehrere seiner Nachkommen waren ebenfalls Winzer in Kallstadt, einem der vielen kleinen Dörfer in der Weinbauregion der Pfalz.
Johannes Trumps Schwester Charlotte Louisa heiratete Johann Georg Heinz. Ihr Sohn Johann Heinrich (John Henry) Heinz (1811–1891), der 1840 in die Vereinigten Staaten auswanderte, war der Vater von Henry J. Heinz (1844–1919), dem Gründer der Firma Heinz und Frederick Trumps Cousin zweiten Grades.
Dieses deutsche Erbe wurde von Donald Trumps Vater Fred C. Trump, der bis zu seinem zehnten Lebensjahr in einem überwiegend deutschsprachigen Umfeld aufgewachsen war, lange verheimlicht; nach dem Zweiten Weltkrieg und bis in die 1980er Jahre gab er an, er sei schwedischer Abstammung. Donald Trump wiederholte diese Version in dem Buch The Art of the Deal (1987), sagte aber später, er sei stolz auf sein deutsches Erbe, und diente 1999 als Großmarschall der deutsch-amerikanischen Steuben-Parade in New York City. Seine deutschen Vorfahren waren Lutheraner. Donald Trump wurde 1959 in New York presbyterianisch konfirmiert.

## Bekannte Mitglieder
| Geburtsjahr | Todesjahr | Bild | Name                    | Beziehung zu Donald Trump     | Nationalität                 | Amt                                           | Tätigkeit                                                                  | Referenz      |
| ----------- | --------- | ---- | ----------------------- | ----------------------------- | ---------------------------- | --------------------------------------------- | -------------------------------------------------------------------------- | ------------- |
| 1869        | 1918      |      | Frederick Trump         | Großvater (väterlicherseits)  | Deutsch, US-amerikanisch     |                                               | Friseur, Gastronom, Bordellbetreiber                                       | [ 10 ] [ 11 ] |
| 1880        | 1966      |      | Elizabeth Christ Trump  | Großmutter (väterlicherseits) | Deutsch, US-amerikanisch     |                                               | Immobilienunternehmerin                                                    | [ 12 ] [ 13 ] |
| 1905        | 1999      |      | Fred C. Trump           | Vater                         | US-amerikanisch              |                                               | Immobilienunternehmer                                                      | [ 14 ]        |
| 1907        | 1985      |      | John G. Trump           | Onkel                         | US-amerikanisch              |                                               | Elektrotechniker und Physiker                                              | [ 15 ]        |
| 1912        | 2000      |      | Mary Anne MacLeod Trump | Mutter                        | Schottisch, US-amerikanisch  |                                               | Dienstmädchen                                                              | [ 16 ]        |
| 1937        | 2023      |      | Maryanne Trump Barry    | Schwester                     | US-amerikanisch              | Assistant United States Attorney              | Anwältin und Richterin                                                     | [ 17 ]        |
| 1938        | 1981      |      | Fred Trump Jr.          | Bruder                        | US-amerikanisch              |                                               | Pilot                                                                      | [ 18 ]        |
| 1946        | -         |      | Donald Trump            | -                             | US-amerikanisch              | 45. und 47. Präsident der Vereinigten Staaten | Politiker, Medienpersönlichkeit, Immobilienunternehmer                     |               |
| 1948        | 2020      |      | Robert Trump            | Bruder                        | US-amerikanisch              |                                               | Unternehmer                                                                | [ 19 ]        |
| 1949        | 2022      |      | Ivana Trump             | Erste Ehefrau                 | Tschechisch, US-amerikanisch |                                               | Unternehmerin                                                              | [ 20 ]        |
| 1963        | -         |      | Marla Maples            | Zweite Ehefrau                | US-amerikanisch              |                                               | Schauspielerin                                                             | [ 21 ]        |
| 1965        | -         |      | Mary L. Trump           | Nichte                        | US-amerikanisch              |                                               | Psychologin und Autorin                                                    | [ 22 ]        |
| 1970        | -         |      | Melania Trump           | Dritte Ehefrau                | Slowenisch, US-amerikanisch  | First Lady of the United States               | Model, Unternehmerin                                                       | [ 23 ]        |
| 1977        | -         |      | Donald Trump Jr.        | Sohn aus 1. Ehe               | US-amerikanisch              |                                               | Unternehmer                                                                | [ 24 ]        |
| 1977        | -         |      | Vanessa Trump           | Schwiegertochter              | US-amerikanisch              |                                               | Model                                                                      |               |
| 1981        | -         |      | Ivanka Trump            | Tochter aus 1. Ehe            | US-amerikanisch              |                                               | Geschäftsfrau und Model                                                    | [ 25 ]        |
| 1981        | -         |      | Jared Kushner           | Schwiegersohn                 | US-amerikanisch              |                                               | Immobilienentwickler, Medienunternehmer, Finanzinvestor und Politikberater |               |
| 1982        | -         |      | Lara Trump              | Schwiegertochter              | US-amerikanisch              |                                               | Fernsehmoderatorin und -Produzentin                                        |               |
| 1984        | -         |      | Eric Trump              | Sohn aus 1. Ehe               | US-amerikanisch              |                                               | Unternehmer                                                                | [ 26 ]        |
| 1993        | -         |      | Tiffany Trump           | Tochter aus 2. Ehe            | US-amerikanisch              |                                               | Soziologin, Unternehmerin                                                  | [ 27 ]        |
| 2006        | -         |      | Barron Trump            | Sohn aus 3. Ehe               | US-amerikanisch, Slowenisch  |                                               | Student an der Stern School of Business der New York University            | [ 28 ] [ 29 ] |
| 2007        | -         |      | Kai Trump               | Enkelin                       | US-amerikanisch              |                                               | Schülerin und Vloggerin                                                    | [ 30 ]        |

## Stammbaum
|                                |                                |                                |                                |                                |                                |  |  |                          |                          |                          |                          |                          |                          |  |  |                       |                       |                       |                       |                       |                       |  |  |                        |                        |                        |                        |                        |                        |  |  | Frederick Trump 1869–1918 | Frederick Trump 1869–1918 | Frederick Trump 1869–1918 | Frederick Trump 1869–1918 | Frederick Trump 1869–1918 | Frederick Trump 1869–1918 |  |  | Elizabeth Christ Trump 1880–1966  | Elizabeth Christ Trump 1880–1966  | Elizabeth Christ Trump 1880–1966  | Elizabeth Christ Trump 1880–1966  | Elizabeth Christ Trump 1880–1966  | Elizabeth Christ Trump 1880–1966  |  |  |                         |                         |                         |                         |                         |                         |  |  |                     |                     |                     |                     |                     |                     |  |  |                     |                     |                     |                     |                     |                     |
|                                |                                |                                |                                |                                |                                |  |  |                          |                          |                          |                          |                          |                          |  |  |                       |                       |                       |                       |                       |                       |  |  |                        |                        |                        |                        |                        |                        |  |  | Frederick Trump 1869–1918 | Frederick Trump 1869–1918 | Frederick Trump 1869–1918 | Frederick Trump 1869–1918 | Frederick Trump 1869–1918 | Frederick Trump 1869–1918 |  |  | Elizabeth Christ Trump 1880–1966  | Elizabeth Christ Trump 1880–1966  | Elizabeth Christ Trump 1880–1966  | Elizabeth Christ Trump 1880–1966  | Elizabeth Christ Trump 1880–1966  | Elizabeth Christ Trump 1880–1966  |  |  |                         |                         |                         |                         |                         |                         |  |  |                     |                     |                     |                     |                     |                     |  |  |                     |                     |                     |                     |                     |                     |
|                                |                                |                                |                                |                                |                                |  |  |                          |                          |                          |                          |                          |                          |  |  |                       |                       |                       |                       |                       |                       |  |  |                        |                        |                        |                        |                        |                        |  |  |                           |                           |                           |                           |                           |                           |  |  |                                   |                                   |                                   |                                   |                                   |                                   |  |  |                         |                         |                         |                         |                         |                         |  |  |                     |                     |                     |                     |                     |                     |  |  |                     |                     |                     |                     |                     |                     |
|                                |                                |                                |                                |                                |                                |  |  |                          |                          |                          |                          |                          |                          |  |  |                       |                       |                       |                       |                       |                       |  |  |                        |                        |                        |                        |                        |                        |  |  |                           |                           |                           |                           |                           |                           |  |  |                                   |                                   |                                   |                                   |                                   |                                   |  |  |                         |                         |                         |                         |                         |                         |  |  |                     |                     |                     |                     |                     |                     |  |  |                     |                     |                     |                     |                     |                     |
|                                |                                |                                |                                |                                |                                |  |  |                          |                          |                          |                          |                          |                          |  |  |                       |                       |                       |                       |                       |                       |  |  |                        |                        |                        |                        |                        |                        |  |  | Fred C. Trump 1905–1999   | Fred C. Trump 1905–1999   | Fred C. Trump 1905–1999   | Fred C. Trump 1905–1999   | Fred C. Trump 1905–1999   | Fred C. Trump 1905–1999   |  |  | Mary Anne MacLeod Trump 1912–2000 | Mary Anne MacLeod Trump 1912–2000 | Mary Anne MacLeod Trump 1912–2000 | Mary Anne MacLeod Trump 1912–2000 | Mary Anne MacLeod Trump 1912–2000 | Mary Anne MacLeod Trump 1912–2000 |  |  | John G. Trump 1907–1985 | John G. Trump 1907–1985 | John G. Trump 1907–1985 | John G. Trump 1907–1985 | John G. Trump 1907–1985 | John G. Trump 1907–1985 |  |  |                     |                     |                     |                     |                     |                     |  |  |                     |                     |                     |                     |                     |                     |
|                                |                                |                                |                                |                                |                                |  |  |                          |                          |                          |                          |                          |                          |  |  |                       |                       |                       |                       |                       |                       |  |  |                        |                        |                        |                        |                        |                        |  |  | Fred C. Trump 1905–1999   | Fred C. Trump 1905–1999   | Fred C. Trump 1905–1999   | Fred C. Trump 1905–1999   | Fred C. Trump 1905–1999   | Fred C. Trump 1905–1999   |  |  | Mary Anne MacLeod Trump 1912–2000 | Mary Anne MacLeod Trump 1912–2000 | Mary Anne MacLeod Trump 1912–2000 | Mary Anne MacLeod Trump 1912–2000 | Mary Anne MacLeod Trump 1912–2000 | Mary Anne MacLeod Trump 1912–2000 |  |  | John G. Trump 1907–1985 | John G. Trump 1907–1985 | John G. Trump 1907–1985 | John G. Trump 1907–1985 | John G. Trump 1907–1985 | John G. Trump 1907–1985 |  |  |                     |                     |                     |                     |                     |                     |  |  |                     |                     |                     |                     |                     |                     |
|                                |                                |                                |                                |                                |                                |  |  |                          |                          |                          |                          |                          |                          |  |  |                       |                       |                       |                       |                       |                       |  |  |                        |                        |                        |                        |                        |                        |  |  |                           |                           |                           |                           |                           |                           |  |  |                                   |                                   |                                   |                                   |                                   |                                   |  |  |                         |                         |                         |                         |                         |                         |  |  |                     |                     |                     |                     |                     |                     |  |  |                     |                     |                     |                     |                     |                     |
|                                |                                |                                |                                |                                |                                |  |  |                          |                          |                          |                          |                          |                          |  |  |                       |                       |                       |                       |                       |                       |  |  |                        |                        |                        |                        |                        |                        |  |  |                           |                           |                           |                           |                           |                           |  |  |                                   |                                   |                                   |                                   |                                   |                                   |  |  |                         |                         |                         |                         |                         |                         |  |  |                     |                     |                     |                     |                     |                     |  |  |                     |                     |                     |                     |                     |                     |
| Maryanne Trump Barry 1937–2023 | Maryanne Trump Barry 1937–2023 | Maryanne Trump Barry 1937–2023 | Maryanne Trump Barry 1937–2023 | Maryanne Trump Barry 1937–2023 | Maryanne Trump Barry 1937–2023 |  |  | Fred Trump Jr. 1938–1981 | Fred Trump Jr. 1938–1981 | Fred Trump Jr. 1938–1981 | Fred Trump Jr. 1938–1981 | Fred Trump Jr. 1938–1981 | Fred Trump Jr. 1938–1981 |  |  | Elizabeth Trump 1942– | Elizabeth Trump 1942– | Elizabeth Trump 1942– | Elizabeth Trump 1942– | Elizabeth Trump 1942– | Elizabeth Trump 1942– |  |  | Robert Trump 1948–2020 | Robert Trump 1948–2020 | Robert Trump 1948–2020 | Robert Trump 1948–2020 | Robert Trump 1948–2020 | Robert Trump 1948–2020 |  |  | Ivana Trump 1949–2022     | Ivana Trump 1949–2022     | Ivana Trump 1949–2022     | Ivana Trump 1949–2022     | Ivana Trump 1949–2022     | Ivana Trump 1949–2022     |  |  | Donald Trump 1946–                | Donald Trump 1946–                | Donald Trump 1946–                | Donald Trump 1946–                | Donald Trump 1946–                | Donald Trump 1946–                |  |  |                         |                         |                         |                         |                         |                         |  |  | Marla Maples 1963–  | Marla Maples 1963–  | Marla Maples 1963–  | Marla Maples 1963–  | Marla Maples 1963–  | Marla Maples 1963–  |  |  | Melania Trump 1970– | Melania Trump 1970– | Melania Trump 1970– | Melania Trump 1970– | Melania Trump 1970– | Melania Trump 1970– |
| Maryanne Trump Barry 1937–2023 | Maryanne Trump Barry 1937–2023 | Maryanne Trump Barry 1937–2023 | Maryanne Trump Barry 1937–2023 | Maryanne Trump Barry 1937–2023 | Maryanne Trump Barry 1937–2023 |  |  | Fred Trump Jr. 1938–1981 | Fred Trump Jr. 1938–1981 | Fred Trump Jr. 1938–1981 | Fred Trump Jr. 1938–1981 | Fred Trump Jr. 1938–1981 | Fred Trump Jr. 1938–1981 |  |  | Elizabeth Trump 1942– | Elizabeth Trump 1942– | Elizabeth Trump 1942– | Elizabeth Trump 1942– | Elizabeth Trump 1942– | Elizabeth Trump 1942– |  |  | Robert Trump 1948–2020 | Robert Trump 1948–2020 | Robert Trump 1948–2020 | Robert Trump 1948–2020 | Robert Trump 1948–2020 | Robert Trump 1948–2020 |  |  | Ivana Trump 1949–2022     | Ivana Trump 1949–2022     | Ivana Trump 1949–2022     | Ivana Trump 1949–2022     | Ivana Trump 1949–2022     | Ivana Trump 1949–2022     |  |  | Donald Trump 1946–                | Donald Trump 1946–                | Donald Trump 1946–                | Donald Trump 1946–                | Donald Trump 1946–                | Donald Trump 1946–                |  |  |                         |                         |                         |                         |                         |                         |  |  | Marla Maples 1963–  | Marla Maples 1963–  | Marla Maples 1963–  | Marla Maples 1963–  | Marla Maples 1963–  | Marla Maples 1963–  |  |  | Melania Trump 1970– | Melania Trump 1970– | Melania Trump 1970– | Melania Trump 1970– | Melania Trump 1970– | Melania Trump 1970– |
|                                |                                |                                |                                |                                |                                |  |  |                          |                          |                          |                          |                          |                          |  |  |                       |                       |                       |                       |                       |                       |  |  |                        |                        |                        |                        |                        |                        |  |  |                           |                           |                           |                           |                           |                           |  |  |                                   |                                   |                                   |                                   |                                   |                                   |  |  |                         |                         |                         |                         |                         |                         |  |  |                     |                     |                     |                     |                     |                     |  |  |                     |                     |                     |                     |                     |                     |
|                                |                                |                                |                                |                                |                                |  |  |                          |                          |                          |                          |                          |                          |  |  |                       |                       |                       |                       |                       |                       |  |  |                        |                        |                        |                        |                        |                        |  |  |                           |                           |                           |                           |                           |                           |  |  |                                   |                                   |                                   |                                   |                                   |                                   |  |  |                         |                         |                         |                         |                         |                         |  |  |                     |                     |                     |                     |                     |                     |  |  |                     |                     |                     |                     |                     |                     |
| Mary L. Trump 1965–            | Mary L. Trump 1965–            | Mary L. Trump 1965–            | Mary L. Trump 1965–            | Mary L. Trump 1965–            | Mary L. Trump 1965–            |  |  | Donald Trump Jr. 1977–   | Donald Trump Jr. 1977–   | Donald Trump Jr. 1977–   | Donald Trump Jr. 1977–   | Donald Trump Jr. 1977–   | Donald Trump Jr. 1977–   |  |  | Vanessa Trump 1977–   | Vanessa Trump 1977–   | Vanessa Trump 1977–   | Vanessa Trump 1977–   | Vanessa Trump 1977–   | Vanessa Trump 1977–   |  |  | Jared Kushner 1981–    | Jared Kushner 1981–    | Jared Kushner 1981–    | Jared Kushner 1981–    | Jared Kushner 1981–    | Jared Kushner 1981–    |  |  | Ivanka Trump 1981–        | Ivanka Trump 1981–        | Ivanka Trump 1981–        | Ivanka Trump 1981–        | Ivanka Trump 1981–        | Ivanka Trump 1981–        |  |  | Eric Trump 1984–                  | Eric Trump 1984–                  | Eric Trump 1984–                  | Eric Trump 1984–                  | Eric Trump 1984–                  | Eric Trump 1984–                  |  |  | Lara Trump 1982–        | Lara Trump 1982–        | Lara Trump 1982–        | Lara Trump 1982–        | Lara Trump 1982–        | Lara Trump 1982–        |  |  | Tiffany Trump 1993– | Tiffany Trump 1993– | Tiffany Trump 1993– | Tiffany Trump 1993– | Tiffany Trump 1993– | Tiffany Trump 1993– |  |  | Barron Trump 2006–  | Barron Trump 2006–  | Barron Trump 2006–  | Barron Trump 2006–  | Barron Trump 2006–  | Barron Trump 2006–  |
| Mary L. Trump 1965–            | Mary L. Trump 1965–            | Mary L. Trump 1965–            | Mary L. Trump 1965–            | Mary L. Trump 1965–            | Mary L. Trump 1965–            |  |  | Donald Trump Jr. 1977–   | Donald Trump Jr. 1977–   | Donald Trump Jr. 1977–   | Donald Trump Jr. 1977–   | Donald Trump Jr. 1977–   | Donald Trump Jr. 1977–   |  |  | Vanessa Trump 1977–   | Vanessa Trump 1977–   | Vanessa Trump 1977–   | Vanessa Trump 1977–   | Vanessa Trump 1977–   | Vanessa Trump 1977–   |  |  | Jared Kushner 1981–    | Jared Kushner 1981–    | Jared Kushner 1981–    | Jared Kushner 1981–    | Jared Kushner 1981–    | Jared Kushner 1981–    |  |  | Ivanka Trump 1981–        | Ivanka Trump 1981–        | Ivanka Trump 1981–        | Ivanka Trump 1981–        | Ivanka Trump 1981–        | Ivanka Trump 1981–        |  |  | Eric Trump 1984–                  | Eric Trump 1984–                  | Eric Trump 1984–                  | Eric Trump 1984–                  | Eric Trump 1984–                  | Eric Trump 1984–                  |  |  | Lara Trump 1982–        | Lara Trump 1982–        | Lara Trump 1982–        | Lara Trump 1982–        | Lara Trump 1982–        | Lara Trump 1982–        |  |  | Tiffany Trump 1993– | Tiffany Trump 1993– | Tiffany Trump 1993– | Tiffany Trump 1993– | Tiffany Trump 1993– | Tiffany Trump 1993– |  |  | Barron Trump 2006–  | Barron Trump 2006–  | Barron Trump 2006–  | Barron Trump 2006–  | Barron Trump 2006–  | Barron Trump 2006–  |
|                                |                                |                                |                                |                                |                                |  |  |                          |                          |                          |                          |                          |                          |  |  |                       |                       |                       |                       |                       |                       |  |  |                        |                        |                        |                        |                        |                        |  |  |                           |                           |                           |                           |                           |                           |  |  |                                   |                                   |                                   |                                   |                                   |                                   |  |  |                         |                         |                         |                         |                         |                         |  |  |                     |                     |                     |                     |                     |                     |  |  |                     |                     |                     |                     |                     |                     |
|                                |                                |                                |                                |                                |                                |  |  |                          |                          |                          |                          | Kai Trump 2007–          |                          |  |  |                       |                       |                       |                       |                       |                       |  |  |                        |                        |                        |                        |                        |                        |  |  |                           |                           |                           |                           |                           |                           |  |  |                                   |                                   |                                   |                                   |                                   |                                   |  |  |                         |                         |                         |                         |                         |                         |  |  |                     |                     |                     |                     |                     |                     |  |  |                     |                     |                     |                     |                     |                     |